# Unione degli scrittori norvegesi

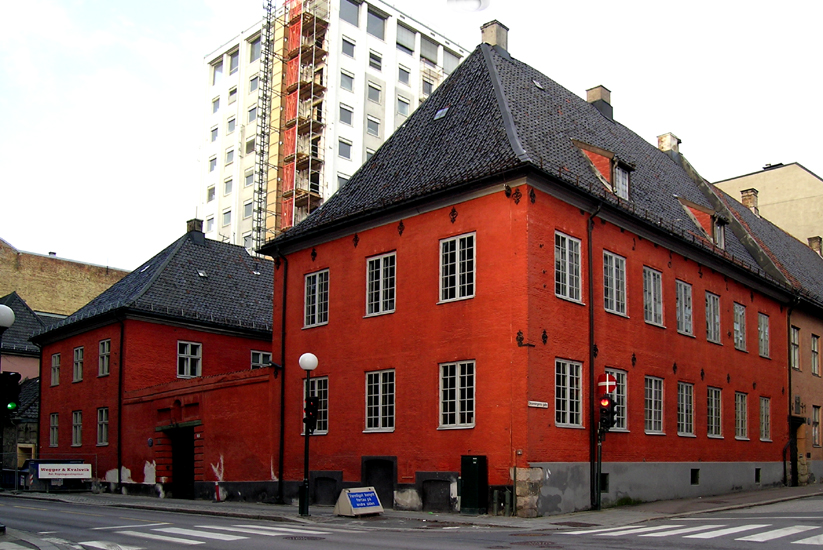
Sede dell'Unione degli scrittori norvegesi a Rådhusgata 7, Oslo

L'Unione degli scrittori norvegesi (in norvegese: Den norske Forfatterforening) è un'associazione letteraria fondata nel 1893 per promuovere la letteratura norvegese e proteggere gli interessi economici e professionali degli scrittori norvegesi. Inoltre collabora in solidarietà con gli scrittori perseguitati a livello internazionale. Al 2020 conta circa 680 membri.

## Attività organizzative
Il Consiglio letterario dell'Unione degli scrittori norvegesi assegna annualmente delle borse di studio governative ed indipendenti sia a membri sia a non membri dell'associazione. Esso è composto da 9 membri e fornisce supporto su tutti gli argomenti di arte letteraria, oltre a decidere sui premi da assegnare. Diversi celebri scrittori norvegesi sono stati membri del Consiglio letterario.

## Presidenti
- 1894 Gustav Storm (sezione non-fiction)
- 1894-1896 Arne Garborg (sezione fiction)
- 1894-1896 Andreas Aubert
- 1896-1900 Jacob Hilditch
- 1900-1903 Jacob Breda Bull
- 1903 Moltke Moe
- 1903-1905 Gerhard Gran
- 1905-1908 Vilhelm Krag
- 1908-1910 Jacob Hilditch
- 1910-1913 Hans Aanrud
- 1913-1916 Peter Egge
- 1917-1919 Nils Collett Vogt
- 1920-1922 Johan Bojer
- 1922 Ole Lie Singdahlsen
- 1922-1923 Oskar Braaten
- 1923-1928 Arnulf Øverland
- 1928-1932 Ronald Fangen
- 1933 Oskar Braaten
- 1934 Johan Bojer
- 1935 Peter Egge
- 1936-1940 Sigrid Undset
- 1940 Georg Brochmann
- 1941-1945 Alex Brinchmann
- 1946-1965 Hans Heiberg
- 1965-1971 Odd Bang-Hansen
- 1971-1975 Ebba Haslund
- 1975-1977 Bjørn Nilsen
- 1977-1981 Camilla Carlson
- 1982-1985 Johannes Heggland
- 1985-1987 Karsten Alnæs
- 1987-1991 Toril Brekke
- 1991-1997 Thorvald Steen
- 1997-1999 Inger Elisabeth Hansen
- 1999-2001 Karsten Alnæs
- 2001-2005 Geir Pollen
- 2005-2012 Anne Oterholm
- 2012-2017 Sigmund Løvåsen
- 2017-in carica Heidi Marie Kriznik